# Стакчинска Ростока
Стакчинска Ростока (слч. Stakčínska Roztoka) насељено је мјесто са административним статусом сеоске општине (слч. obec) у округу Сњина, у Прешовском крају, Словачка Република.

## Становништво
| Година:    | 1994. | 2004.   | 2014.   | 2024.    |
| ---------- | ----- | ------- | ------- | -------- |
| Број људи: | 325   | 335     | 333     | 274      |
| Разлика:   |       | +3,07 % | -0,59 % | -17,71 % |

| Година:    | 2023. | 2024.   |
| ---------- | ----- | ------- |
| Број људи: | 277   | 274     |
| Разлика:   |       | -1,08 % |

Према подацима о броју становника из 2024. године насеље је имало 274 становника.